# Cafeïne
Cafeïne of coffeïne, (ook wel theïne, matheïne/mateïne, of guaranine genoemd), is een alkaloïde die onder andere van nature voorkomt in koffiebonen, thee, maté, guaraná en cacaobonen. Cafeïne als zuivere stof is een wit poeder met een bittere smaak. Het is een milde psychoactieve stof met een stimulerende werking.

## Functie in de plant
In de plant heeft cafeïne een functie in de verdediging tegen insectenvraat. De stof verlamt bepaalde insecten die de plant aanvreten. Ook voorkomt de cafeïne in afgevallen bladeren dat er te veel andere planten rond de plant kunnen groeien. Daarnaast heeft cafeïne een functie als feromoon: de plant lokt op deze wijze bijen, waardoor de bestuiving bevorderd wordt.

## Effecten
Cafeïne wordt voornamelijk gebruikt vanwege enkele gunstige effecten: de opwekkende werking, de prestatiebevordering en de verbetering van de cognitieve eigenschappen (zoals geheugen, waarneming, concentratie en aandacht).

### Opwekkende werking
Behalve in onder andere koffie en cacao is cafeïne ook de opwekkende stof in bijvoorbeeld een aantal frisdranken, zoals in cola en in de energiedrankjes die vanaf de tweede helft van de twintigste eeuw populair werden. Soms wordt cafeïne toegevoegd aan pijnstillers zoals paracetamol om een mogelijke versterking van het analgetische effect en een verlengde werkingsduur te verkrijgen. 
Het opwekkende effect van cafeïne begint meestal binnen een uur na inname en is na ongeveer vijf uur uitgewerkt.
Gebruik van cafeïne tot zes uur voor het slapengaan heeft als nadeel dat het de slaap aanzienlijk verstoort, vanwege het opwekkende effect van de stof. Zelfs na zes uur heeft het nog een negatief effect op de slaap.
Cafeïne heeft ook enige invloed op de stofwisseling. Daarom is het een veel gebruikt ingrediënt in populaire vetverbranders (fatburners). De stof heeft tevens adrenerge effecten: het stimuleert het orthosympathische zenuwstelsel, de hartslag en de ademhaling. Vaak gaat het overmatig consumeren van cafeïnehoudende dranken gepaard met een iets vlottere stoelgang dan normaal.

### Prestatiebevordering
Cafeïne werkt in bepaalde situaties prestatiebevorderend. Zo zijn er aanwijzingen voor dat een inname van 3-6 mg/kg de prestatie bij duursporten verbetert. Over het effect van cafeïne op krachtprestaties is minder bekend. Waarschijnlijk heeft het alleen effect bij oefeningen voor het onderlijf.
Cafeïne stond tot januari 2004 op de dopinglijst. Het Internationaal Olympisch Comité had een grenswaarde van 12 μg/ml vastgesteld, waarboven een urinemonster als positief werd beoordeeld. In de praktijk bleek het niet goed mogelijk om ‘sociaal’ gebruik van cafeïne in bijvoorbeeld koffie, te onderscheiden van doelbewust prestatieverhogend gebruik. Daarom staat cafeïne sinds 2004 niet meer op de dopinglijst.

## Gewenning
Bij regelmatig gebruik neemt het effect per hoeveelheid af. Er is dan meer cafeïne nodig om hetzelfde effect te bereiken. Er kan gewenning optreden en plotseling stoppen met de inname kan dan zorgen voor hoofdpijn, vermoeidheid en trillende handen. Dit komt regelmatig voor bij mensen die bijvoorbeeld op het werk veel koffie drinken en dan in het weekeinde hoofdpijn hebben. De ontwenningsverschijnselen kunnen maximaal een week duren.

## Toxiciteit
De LD50 van cafeïne voor mensen wordt geschat op 150 tot 200 mg per kg lichaamsgewicht. Dit staat ongeveer gelijk aan 2-3 koppen koffie (80-90 mg cafeïne per 125 ml) of 1-2 blikjes energiedrank van 250 ml (160-180 mg cafeïne) per kilo, afhankelijk van de sterkte van de koffie en de inhoud van een kop. Dit betekent voor een man van 80 kg een dosis van 12.000 - 16.000 mg cafeïne. Dit is 150 tot 200 koppen koffie, dus dit kan niet zomaar bereikt worden, zelfs niet met excessief koffie drinken. Behalve (acute) vergiftiging kan ook intolerantie voor cafeïne ontstaan.

Cafeïne heeft in het lichaam gemiddeld een halveringstijd van 4,9 uur, dus wanneer men de dag om 8.00 uur zou beginnen met acht koppen koffie, dan heeft men om 13.00 uur nog steeds het equivalent van vier koppen koffie in het bloed, om 18.00 uur nog een hoeveelheid cafeïne gelijkwaardig aan twee koppen en wanneer men gaat (proberen te) slapen is het alsof men net een kop koffie gedronken heeft. Deze afbraaksnelheid verschilt per bevolkingsgroep; bij rokers gaat het afbreken sneller, terwijl bij zwangere vrouwen dit juist veel langer duurt. De halveringstijd verschilt sterk per individu: de range ligt tussen de 1,5 en 9,5 uur.

## Extractie
Cafeïne kan uit koffiebonen worden verwijderd. Dit proces noemt men cafeïne-extractie. Eén methode gebeurt met behulp van superkritische koolstofdioxide. Dit is een toepassing van het kritische punt van koolstofdioxide.
| Voedingsmiddel    | Milligram cafeïne per 100 ml of 100 g | Eenheid/portie  | Mg cafeïne per portie (afgerond) |
| ----------------- | ------------------------------------- | --------------- | -------------------------------- |
| Koffie - filter   | 70 mg                                 | Kop 125 ml      | 88                               |
| Koffie - instant  | 50 mg                                 | Kop 125 ml      | 63                               |
| Koffie - espresso | 130 mg                                | Kop 30 ml       | 39                               |
| Decaf             | 2,5 mg                                | Kop 125 ml      | 3                                |
| Thee - zwart      | 30 mg                                 | Kop 125 ml      | 38                               |
| Thee - groen      | 15 mg                                 | Kop 125 ml      | 19                               |
| Cola regular      | 10 mg                                 | Glas 180 ml     | 18                               |
| IJsthee           | 9 mg                                  | Glas 180 ml     | 16                               |
| Energiedrank      | 30 mg                                 | Blik 250 ml     | 75                               |
| Pure chocolade    | 40 mg                                 | 30 g (1/3 reep) | 12                               |
| Melkchocolade     | 20 mg                                 | 30 g (1/3 reep) | 6                                |